# Ys X: Nordics
Ys X: Nordics est un jeu vidéo de type action-RPG développé par Nihon Falcom, faisant partie de la série Ys. Il est sorti sur Nintendo Switch, PlayStation 4, PlayStation 5 en septembre 2023 au Japon puis dans le reste du monde par NIS America le 25 octobre 2024 sur ces consoles et Microsoft Windows .

## Réception
- Gamekult : 7/10[2]
- GameStar : 75/100[3]
- Hardcore Gamer : 4.0/5[4]
- Nintendo Life : 8/10[5]
- Nintendo World Report : 8.5/10[6]
- RPGFan : 93/100[7]
- RPGamer : 4.5/5[8]
- The Games Machine : 8/10[9]